# Хорлок, Кевин
Кевин Хорлок (англ. Kevin Horlock; 1 ноября 1972, Эрит, Англия) — северо-ирландский футболист английского происхождения, игравший на позиции полузащитника, главный тренер «Нидем Маркет».

## Карьера
Хорлок начал свою карьеру в качестве юниора в «Вест Хэм Юнайтед» в 1989 году, но не сумел закрепиться в первой команде и переехал в «Суиндон Таун» в августе 1992 года, где провел один сезон в премьер-лиге в сезоне 1993/94. В течение следующих нескольких сезонов он сделал себе имя как универсальный полузащитник, способный играть слева или в центре, или на левом фланге в защите. Он также регулярно забивал голы, завершив сезон 1995/96 с 16 голами. Он сыграл 200 матчей во всех соревнованиях, забив 26 голов в пяти сезонах в «Суиндоне», а затем, в январе 1997 года присоединился к «Манчестер Сити».